# 1904 w literaturze
Wydarzenia literackie w 1904 roku.

## Nowe książki (proza beletrystyczna i literatura faktu)
- polskie
  - Włodzimierz Perzyński – Lekkomyślna siostra
  - Tadeusz Rittner – W małym domku
  - Stefan Żeromski – Popioły
- zagraniczne
  - Joseph Conrad – Nostromo
  - Knut Hamsun – Marzyciele ( Sværmere)
  - Jack London – Wilk morski (The Sea-Wolf)
  - Edith Nesbit
    - Przygody młodych Bastablów (The New Treasure Seekers)
    - Feniks i dywan (The Phoenix and the Carpet)
- wydania polskie tytułów zagranicznych

## Wywiady
- polskie
- zagraniczne
- wydania polskie tytułów zagranicznych

## Dzienniki, autobiografie, pamiętniki
- polskie
- zagraniczne
- wydania polskie tytułów zagranicznych
  - Helen Keller - Historia mego życia, przeł. Maria Pankiewicz (Drukarnia Józefa Sikorskiego)[1]

## Nowe eseje, szkice i felietony
- polskie
- zagraniczne
- wydania polskie tytułów zagranicznych

## Nowe dramaty
- polskie
  - Stanisław Wyspiański
    - Akropolis
    - Noc listopadowa

  - Jerzy Żuławski – Eros i Psyche
- zagraniczne
  - Anton Czechow – Wiśniowy sad
  - Maksim Gorki - Letnicy (Дачники)
  - Octave Mirbeau - Farces et moralités
- wydania polskie tytułów zagranicznych

## Nowe poezje
- polskie
- zagraniczne
  - Innokientij Annienski - Ciche pieśni
- zagraniczne antologie
- wydane w Polsce wybory utworów poetów obcych
- wydane w Polsce antologie poezji obcej

## Urodzili się
- 22 stycznia – Arkadij Gajdar, radziecki pisarz młodzieżowy (zm. 1941)
- 23 stycznia – Louis Zukofsky, amerykański poeta pochodzenia żydowskiego, nowelista i eseista (zm. 1978)
- 28 stycznia – Kazimierz Gołba, polski prozaik i dramatopisarz (zm. 1952)
- 4 lutego – MacKinlay Kantor, amerykański pisarz, dziennikarz i scenarzysta (zm. 1977)
- 27 lutego – Jalu Kurek, polski pisarz (zm. 1983)
- 2 marca – Dr. Seuss, amerykański autor książek dla dzieci (zm. 1991)
- 3 marca – Maria Skibniewska, polska tłumaczka (zm. 1984)
- 17 marca – Patrick Hamilton, angielski pisarz i dramatopisarz (zm. 1962)
- 18 marca – Srečko Kosovel, słoweński poeta, krytyk i publicysta (zm. 1926)
- 2 kwietnia – Helena Szwejkowska, polska bibliolog i bibliotekoznawca (zm. 1987)
- 4 kwietnia
  - Aleksandr Afinogienow, rosyjski dramatopisarz (zm. 1941)
  - Ignacy Fik, polski poeta, publicysta i krytyk literacki (zm. 1942)
  - Soeman Hasibuan, indonezyjski pisarz i poeta (zm. 1999)
- 5 kwietnia – Richard Eberhart, amerykański poeta (zm. 2005)
- 17 kwietnia – Feliks Burdecki, polski pisarz science fiction, popularyzator nauki (zm. 1991)
- 27 kwietnia – Cecil Day-Lewis, irlandzki poeta i pisarz (zm. 1972)
- 28 kwietnia – Jan Sztaudynger, polski poeta, fraszkopisarz, satyryk i tłumacz (zm. 1970)
- 3 maja – Maria Skibniewska, polska tłumaczka (zm. 1984)
- 6 maja – Harry Martinson, szwedzki pisarz, poeta, dramaturg, noblista (zm. 1978)
- 12 maja – Vilis Lācis, łotewski pisarz i polityk (zm. 1966)
- 13 maja – Earle Birney, kanadyjski poeta (zm. 1995)
- 20 maja
  - Margery Allingham, brytyjska pisarka powieści kryminalnych (zm. 1966)
  - Hedda Zinner, niemiecka pisarka i dziennikarka (zm. 1994)
- 22 maja – Anne de Vries, holenderska pisarka (zm. 1964)
- 22 czerwca – Michał Choromański, polski pisarz i dramaturg (zm. 1972)
- 3 lipca – Halina Auderska, polska pisarka (zm. 2000)
- 4 lipca – Malka Lee, amerykańska poetka żydowskiego pochodzenia, autorka wspomnień (zm. 1976)
- 5 lipca – Harold Acton, angielski poeta i pisarz (zm. 1994)
- 7 lipca – Helena Stankiewicz, polska poetka (zm. 1996)
- 8 lipca – Eugeniusz Szermentowski, polski pisarz i dziennikarz (zm. 1970)
- 12 lipca – Pablo Neruda, poeta chilijski (zm. 1973)
- 20 lipca – Hanna Ożogowska, polska pisarka (zm. 1995)
- 22 lipca – Helena Wielgomasowa, polska poetka i dziennikarka (zm. ?)
- 24 lipca – Anna Łajming, polska pisarka (zm. 2003)
- 3 sierpnia – Clifford D. Simak, amerykański pisarz science fiction (zm. 1988)
- 4 sierpnia – Witold Gombrowicz, polski pisarz (zm. 1969)
- 5 sierpnia – Janina Broniewska, polska pisarka dla dzieci i młodzieży (zm. 1981)
- 6 sierpnia – Aleksander Bocheński, polski pisarz (zm. 2001)
- 26 sierpnia – Christopher Isherwood, brytyjsko-amerykański powieściopisarz i dramaturg (zm. 1986)
- 6 września – Maria Krüger, polska pisarka literatury dziecięcej (zm. 1999)
- 27 września – Edvard Kocbek, słoweński pisarz i publicysta (zm. 1981)
- 29 września
  - Nikołaj Ostrowski, radziecki pisarz (zm. 1936)
  - Michał Rusinek, polski pisarz, działacz kultury, dramaturg, poeta (zm. 2001)
- 2 października – Graham Greene, angielski powieściopisarz (zm. 1991)
- 12 października – Ding Ling, chińska pisarka (zm. 1986)
- 18 października – Czesław Centkiewicz, polski pisarz i podróżnik  (zm. 1996)
- 21 października
  - Edmond Hamilton, amerykański pisarz science fiction (zm. 1977)
  - Patrick Kavanagh, irlandzki poeta, prozaik i krytyk literacki (zm. 1967)
- 25 listopada – Ba Jin, chiński pisarz (zm. 2005)
- 28 listopada – Nancy Mitford, angielska powieściopisarka i biografka (zm. 1973)
- 6 grudnia
  - Ève Curie, francusko-amerykańska pisarka, dziennikarka (zm. 2007)
  - Aleksandr Wwiedienski, rosyjski poeta (zm. 1941)
- 26 grudnia – Alejo Carpentier, kubański pisarz i dziennikarz (zm. 1980)
- 29 grudnia – Witold Zechenter, polski poeta, prozaik, publicysta (zm. 1978)

## Zmarli
- 7 stycznia – Emmanuel Roidis, grecki pisarz, publicysta i krytyk literacki (ur. 1836)
- 22 lutego – Leslie Stephen, angielski pisarz, badacz, krytyk literacki, historyk i filozof (ur. 1832)
- 23 lutego – Friederike Kempner, niemiecka poetka i pisarka żydowskiego pochodzenia (ur. 1828)
- 24 marca – Edwin Arnold, angielski poeta (ur. 1832)
- 12 kwietnia – Jelizawieta Achmatowa, rosyjska pisarka, wydawca i tłumacz (ur. 1820)
- 17 kwietnia – Zofia Szeptycka, polska pisarka i malarka (ur. 1837)
- 27 kwietnia – Mychajło Starycki, ukraiński pisarz, poeta i dramaturg (ur. 1840)
- 2 maja – Edgar Fawcett, amerykański poeta i prozaik (ur. 1847)
- 5 maja – Mór Jókai, węgierski pisarz (ur. 1825)
- 5 czerwca – Sami Frashëri, albański pisarz i wydawca (ur. 1850)
- 14 czerwca – Jovan Jovanović Zmaj, serbski pisarz (ur. 1833)
- 6 lipca – Abaj Kunanbajew, kazachski poeta i filozof (ur. 1845)
- 15 lipca – Anton Czechow, rosyjski pisarz, dramaturg (ur. 1860)
- 22 sierpnia – Kate Chopin, amerykańska pisarka (ur. 1850)
- 26 września – Lafcadio Hearn, kosmopolityczny pisarz tworzący w języku angielskim i japońskim (ur. 1850)
- 4 października – Adela Florence Nicolson, angielska poetka (ur. 1865)

## Nagrody
- Nagroda Nobla – Frédéric Mistral, José Echegaray y Eizaguirre
- Nagroda Goncourtów – Léon Frapié, La Maternelle
- Prix Femina – Myriam Harry, La Conquête de Jérusalem